# Алгабас (Байдібека район)
Алгаба́с (каз. Алғабас) — село у складі району Байдібека Туркестанської області Казахстану. Входить до складу Агибетського сільського округу.
Населення — 553 особи (2021; 772 у 2009, 520 у 1999, 538 у 1989).